# Günter Cerbe
Günter Cerbe (* 15. April 1930) ist ein deutscher Ingenieur und Hochschullehrer.

## Leben
Cerbe studierte Maschinenbau an der RWTH Aachen und an der TU Berlin. Nach dem Studium arbeitete er mehrere Jahre im technischen Apparatebau und in der Stahlindustrie. Er promovierte an der TU Clausthal. Seine Tätigkeit als Hochschullehrer begann an der Ingenieurschule Wolfenbüttel (heute Ostfalia Hochschule für angewandte Wissenschaften), wo er Thermodynamik und Gastechnik lehrte. Dort wurde er Gründungsdekan des Fachbereichs Versorgungstechnik. Cerbe war als öffentlich bestellter Sachverständiger für das Gasfach tätig.
In der Gasbranche ist sein Name vor allem mit dem Standardwerk Grundlagen der Gastechnik verbunden.

## Werke
- Grundlagen der Gastechnik: Gasbeschaffung, Gasverteilung, Gasverwendung
- Technische Thermodynamik: Theoretische Grundlagen und praktische Anwendungen
- Einführung in die Wärmelehre

## Auszeichnungen und Preise
- 1993: Ehrenpreis der Carl-Voll-Stiftung.
- 2000: DVGW-Ehrenring.[1]